# Daşbulaq (Şəki)
Daşbulaq è un comune dell'Azerbaigian situato nel distretto di Şəki. Conta una popolazione di 434 abitanti.